# ジュリア・ガスパー
ジュリア・ガスパー（英: Julia Gasper）は歴史文献を専門とするイギリスの独立した学者であり、イギリス民主党（English Democrats）に所属する右翼政治活動家である。
彼女は以前、イギリス独立党に所属していた。彼女はLGBTがもつ権利を非常に厳しく批判しており、彼女は同性愛者嫌いや性的少数者嫌いとみなされるコメントを発表して論争を巻き起こしてきた。